# Psychic Force Puzzle Taisen
Psychic Force Puzzle Taisen (サイキックフォースパズル大戦?, Saikikku Fōsu Pazuru Taisen), talvolta conosciuto come Psychic Force Puzzle War, è un videogioco rompicapo sviluppato da C.P. Brain e pubblicato da Taito per la console PlayStation nel 1997 esclusivamente in Giappone, è uno spin-off di Psychic Force che presenta uno stile di gioco identico a quello di Puzzle Bobble, altra serie prodotta sempre da Taito.
Il gioco venne venduto assieme a un secondo CD definito come "Premium CD", il quale contiene esclusivamente immagini e trailer di altri videogiochi creati da Taito e le relative colonne sonore.

## Modalità di gioco
Lo stile di gioco è praticamente identico a quello di Puzzle Bobble, infatti in cima all'area di gioco a forma rettangolare si troveranno alcune biglie di vari colori, preimpostate in un modo particolare all'inizio del livello, il compito del giocatore sarà quello di farle scoppiare tutte tramite un cannone fermo, posto nella parte più bassa dello schermo, che tramite il controllo della rotazione potrà sparare altre palline colorate che compariranno in modo semicasuale.
Se una pallina entra in contatto con un'altra che ha lo stesso colore, formando un gruppo di tre o più sfere, tale raggruppamento "scoppierà" e verrà rimosso dal campo di gioco, facendo cadere anche le palline sottostanti (nel caso fossero presenti).
I personaggi giocabili sono quelli del primo Psychic Force rappresentati in versione chibi, le modalità da affrontare sono tre: Storia (dove si vivrà il punto di vista del protagonista scelto che si confronterà contro gli altri), Puzzle (dove bisognerà completare vari livelli per sbloccare delle illustrazioni del personaggio che diventeranno in seguito disponibili nella modalità Album) ed infine Multigiocatore (dove due giocatori si potranno sfidare).
Inoltre fa la sua apparizione un nuovo combattente sbloccabile nel corso del gioco chiamato Masato Suzuki (conosciuto anche come Masahito Suzuki), precedentemente scartato nel primo capitolo per via dei limiti di tempo di sviluppo. Le poche informazioni a lui riguardanti rendono noto che doveva essere un guerriero neutrale (come Genma e Gates) e che avrebbe svolto il mestiere di cacciatore di taglie in cerca degli Psichionici, dimostrando anche di essere un ottimo spadaccino, tuttavia le sue caratteristiche verranno poi riprese per un altro personaggio, Might, apparso in seguito in Psychic Force 2012. Tra le immagini sbloccabili nella modalità Album si possono intravedere altri due soggetti che avrebbero dovuto incrociare le proprie strade con quella di Suzuki, ma come per quest'ultimo tali idee furono scartate per mancanza di tempo a sufficienza.

## Sviluppo
Il titolo venne annunciato da Taito nel giugno 1997 dove confermò che sarebbe stato un mix tra Psychic Force e Puzzle Bobble.

## Media

### Colonna sonora

#### Psychic Force Puzzle Taisen -ORIGINAL SOUND TRACK-
Il 25 settembre 1997 fu pubblicato un album contenente la soundtrack BGM del gioco, il quale si intitola Psychic Force Puzzle Taisen -ORIGINAL SOUND TRACK- (サイキックフォースパズル大戦 オリジナルサウンドトラック?, Saikikku Fōsu Pazuru Taisen Orijinaru Saundo Torakku).
Musiche di Hideki Takahagi, Joutouhei Nakayama.
1. Don't Forget that Radiance -Full take version- (Psychic Force Puzzle Taisen Opening Song) (輝きを忘れないで -Full take version-?) – 4:07
2. SELECT BGM – 0:58
3. STORY MODE BGM – 0:47
4. BURNING STORM ("BURN" BGM) – 3:11
5. FALLEN ANGEL ("EMILIO" BGM) – 4:42
6. LUNATIC CROW ("BRAD" BGM) – 2:24
7. Funnily (DEMO BGM#1) – 0:48
8. Deranger! (DEMO BGM#2) – 1:15
9. CARRY AWAY ! ("SONIA" BGM) – 4:06
10. Search for the Seal Magic ('GENMA' BGM) (封魔の調 ("GENMA" BGM)?) – 2:27
11. REVENGER ("GATES" BGM) – 2:14
12. CONTINUE (CONTINUE ??) – 0:41
13. ALBUM MODE BGM – 1:13
14. BIRDIE BIRDIE ! ("WENDY" BGM) – 3:12
15. ASIAN LABYRINTH ("WONG" BGM) – 3:16
16. FREEZING POINT ("KEITH" BGM) – 3:17
17. LAST IMPACT ("M.S" BGM) – 3:40
18. Dreamers (ENDING) – 2:30
19. My precious one (NAME ENTRY) – 1:03
20. So be it (Psychic Force Puzzle Taisen Ending Song) (So be it（サイキックフォースパズル大戦エンディングソング）?) – 4:24
21. ROUND CLEAR – 0:05
22. GAME OVER – 0:06
23. GAME CLEAR – 0:08
24. Don't Forget that Radiance -Game original size- (輝きを忘れないで -Game original size-?) – 1:34
25. Don't Forget that Radiance (KARAOKE) (輝きを忘れないで (KARAOKE)?) – 4:09
26. So be it (KARAOKE) – 4:25

Durata totale: 60:42

## Accoglienza
Al momento dell'uscita, i quattro recensori della rivista Famitsū hanno dato un punteggio di 24/40.